# El rayo verde
El rayo verde (Le Rayon vert) es una novela del escritor francés Julio Verne publicada por entregas en Le Temps desde el 17 de mayo (número 7003) hasta el 23 de junio (número 7030) e íntegramente el 24 de julio de 1882. Es considerado como el más romántico de los viajes extraordinarios.
La novela está basada en un fenómeno óptico real, llamado rayo verde por su color, que se produce bajo ciertas condiciones atmosféricas particulares: cuando el disco solar se esconde sobre una superficie muy llana (por ejemplo el mar), sus últimos rayos quedan muy refractados por la baja atmósfera, de tal manera que sólo llegan hasta el ojo del observador los colores amarillo y verde; se aprecia como un destello amarillo verdoso justo en el instante de ocultarse la parte superior del sol.
Es más raro contemplar el rayo azul debido a la dificultad de conseguir condiciones atmosféricas apropiadas, pero existen fotografías que llegan a mostrarlo como un destello verde azulado.

## Argumento
Se relata la difícil búsqueda de un fenómeno óptico, el rayo verde, que puede verse en ciertas condiciones en el momento en que el sol desaparece en el horizonte del mar, por parte de Sam y Sib Melville, para tratar de casar a su sobrina Elena Campbell con Aristobulus Ursiclos, ya que dice la leyenda que dos personas que lo vean a la vez quedarán automáticamente enamoradas la una de la otra. Es un momento mágico en que dos personas descubren el amor a la vez. A la búsqueda se une el pintor Olivier Sinclair.
Tras una serie de peripecias y de la busca del lugar ideal para avistar este mágico rayo verde, los protagonistas no tendrán el final deseado; pero, aun así, su amor no se verá demorado mucho más tiempo.

## Lista de capítulos
- I El hermano Sam y el hermano Sib.
- II Elena Campbell.
- III El artículo del Morning Post.
- IV El descenso por el Clyde.
- V De un barco a otro.
- VI El golfo de Corryvreckan.
- VII Aristobulus Ursiclos.
- VIII Una nube en el horizonte.
- IX Opiniones de la señora Bess.
- X Una partida de croquet.
- XI Olivier Sinclair.
- XII Nuevos proyectos.
- XIII Magnificencias del mar.
- XIV La vida en Iona.
- XV Las ruinas de Iona.
- XVI Dos disparos.
- XVII A bordo del Clorinda.
- XVIII Staffa.
- XIX La gruta de Fingal.
- XX ¡Por la señorita Campbell!
- XXI Tempestad en una gruta.
- XXII El rayo verde.
- XXIII Conclusión.

## Versiones cinematográficas
- 1986: "El rayo verde" ("Le rayon vert"). Les Films du Losange. Francia.
  - Guion: Marie Rivière, Éric Rohmer.
  - Conocida en el mundo anglosajón como "Summer" ("Verano").
  - Dir.: Éric Rohmer.
  - Int.: Marie Rivière, Vincent Gauthier, Sylvie Richez, Virginie Gervaise, René Hernández, Dominique Rivière, Claude Jullien, Alaric Jullien, Laetitia Rivière, Isabelle Rivière.